# 沢庵漬け

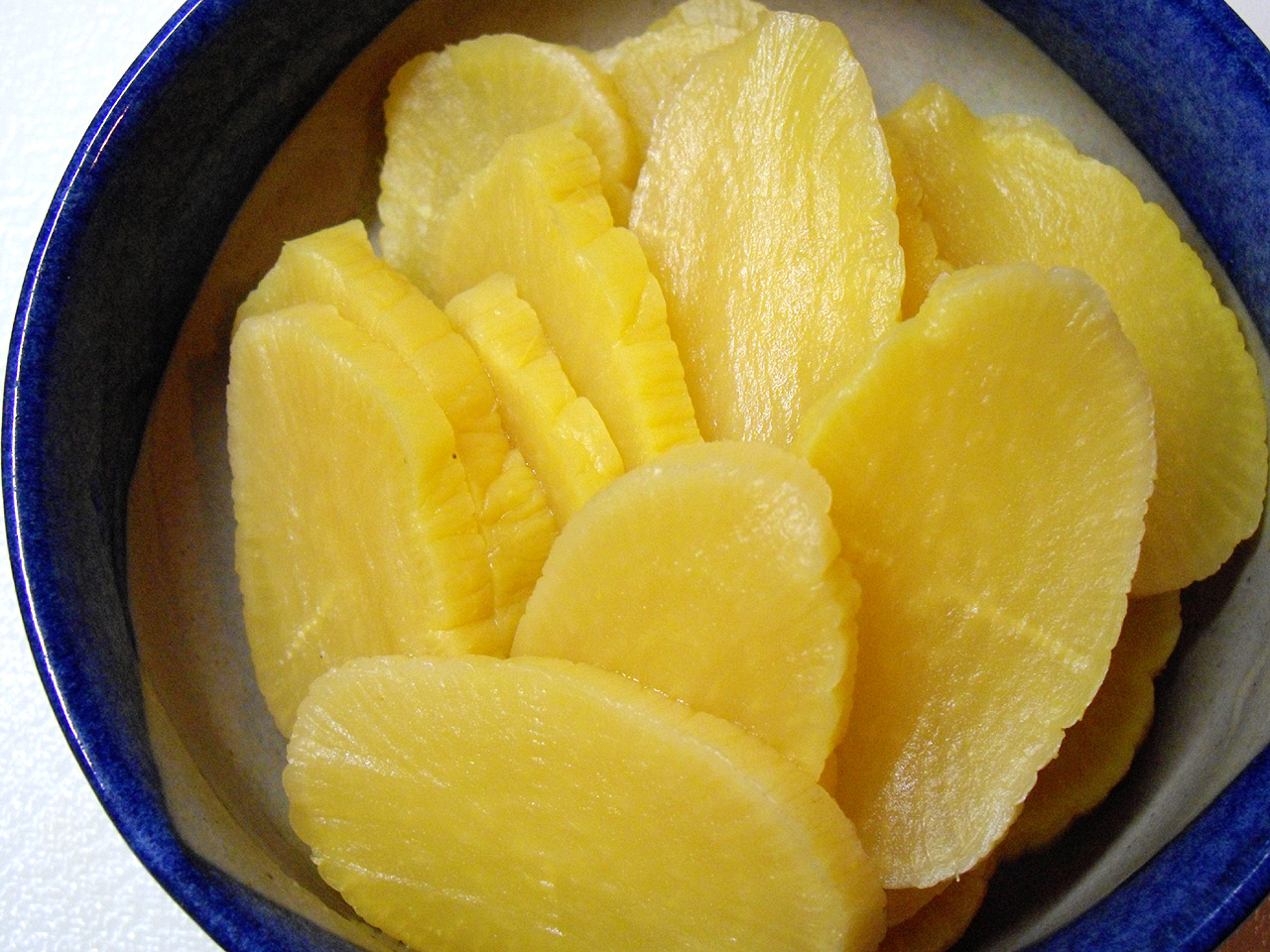
沢庵漬け

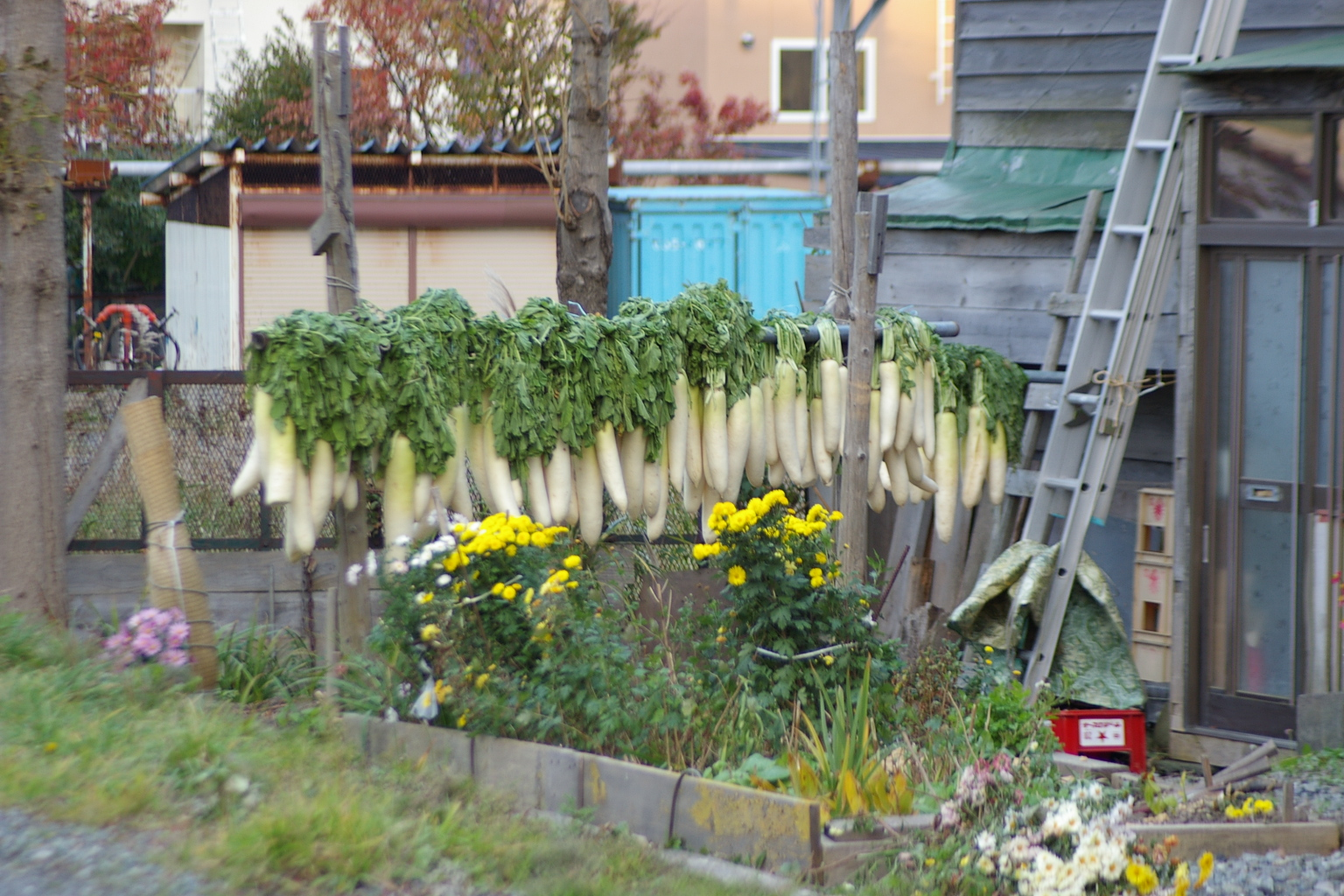
季節の風物詩でもある日干しされる大根

沢庵漬け（たくあんづけ）は、大根の漬物の一種。主に日本で食べられる。たくあん、たくわんなどとも呼ばれる。
大根を天日干しまたは塩押しして脱水し、糖類や塩等を加えた糠に漬けたもの（脱水の方法により、天日干したくあん、塩押したくあんと呼ばれる）。またはこれに糖類、果汁、みりん、香辛料、削り節、昆布等を加えて味付けした漬物である。
代表的な漬物で天保年間に初版が刊行された『漬物塩嘉言』では香物の第一としている。

## 発祥
諸説あるが、江戸時代、臨済宗の僧・沢庵宗彭が考案したという説がある。沢庵は紫衣事件で出羽国に流罪となり、春雨庵（山形県上山市）に隠遁したが、付近住民の差し入れた大量の大根を干して漬け込み、保存食にしたといい、現在、春雨庵境内には「沢庵漬名称発祥の地碑」がある。その後、江戸に戻った沢庵が創建した東海寺では「初めは名も無い漬物だったが、ある時徳川家光がここを訪れた際に供したところ、たいそう気に入り、『名前がないのであれば、沢庵漬けと呼ぶべし』と言った」と伝えられている。異説として沢庵和尚の墓の形状が漬物石の形状に似ていたことに由来するという説もある。なお東海寺では禅師の名を呼び捨てにするのは非礼であるとして、沢庵ではなく「百本」と呼ぶ。
また別の説によると、元々は「混じり気のないもの」という意味の「じゃくあん漬け」、あるいは、「貯え漬け（たくわえづけ）」が転じたとも言われている。
この大根の漬物は、18世紀に江戸だけではなく京都や九州にも広がり食べられていた。
また、比叡山には元三大師こと慈恵大師良源（912年-985年）が平安時代に考案したとされる「定心房（じょうしんぼう）」と呼ばれる漬物が伝えられており、これを沢庵漬けの始祖とする説もある。これは丸干しした大根を塩と藁で重ね漬けにしたものであったとされるが、現在「定心房たくあん」として販売されているものは一般的な糠漬けの沢庵である。

## 製法
伝統的な製法については、天保年間に初版が刊行された『漬物塩嘉言』では14日から20日ほど大根を天日干しし、1斗分の大根に対して糠7升、塩3升の割合とし、長く漬けるときは塩の分量を多くすると記している。塩の分量を多くして数年間漬けたものは3年漬、5年漬、7年漬などと呼ばれる。
漬物製造業では天日干しのほか塩押しで脱水しているものもあり、それぞれ天日干したくあん、塩押したくあんと呼ばれている。
沢庵漬けには特有の香気（漬物香）と色調がある。これらは大根に特異的に含まれるグルコラファサチンが、ミロシナーゼによる酵素的分解によりラファサチンを遊離し、さらにラファサチンの非酵素的な分解によって特有の臭気成分が生成され、またTPMTなどの色素成分が生成されることに起因する。ただし、沢庵漬けに含まれる黄色色素のTPMTは蛍光灯のような低光量下であっても退色が進行し、色むらの原因となるため、市販の沢庵漬けはウコンやクチナシの色素などの天然着色料あるいは合成着色料で着色していることが多い。
三浦半島や三重県伊勢地方（伊勢たくあん）、徳島県などでは、伝統的製法による沢庵が今なお商品として生産されており、付加価値が付いた名物となるとともに一定の需要を得ている。また、紀の川漬のように米糠に代えて麦のふすまを用いるものもある。
高知では暖かい土地柄で発酵が進みやすく、糠漬けなどはすぐに酸っぱくなってしまう。そのためか沢庵漬けなどはあらかじめ酸味を添加してある物があるほどである。
なお、沢庵漬けと塩漬けした秋なすを一緒に漬け込んだものを沢庵百一漬という。

## 料理
多くは、糠から取り出したダイコンを水洗いして、糠を落とし、薄切りにして食べる。ご飯のおかずとして食べたり、お茶請けとしても用いられる。千切りにして仕出し弁当の添え物などに用いられることもある。
日干し大根を用いた伝統的な製法の沢庵では、古くなった場合、塩抜きして油いためにしたり、煮物などの料理に使用することがある。
なお、桃屋がたくあんに油分を加えて中華風に味付けしたものを「根菜」として瓶詰で販売していたが現在は製造を終了している。

### 新香巻（しんこまき）
海苔の上に酢飯を乗せ、その上に細切りにした沢庵を乗せて、巻き簾を使用して細巻きにした海苔巻き寿司。四等分や六等分にして盛り付ける。

### いぶりがっこ
いぶりがっこまたはいぶし沢庵とも呼ばれる。二十日間いぶし続けて燻製にしたダイコンを漬けたもの（沢庵を燻製にするのではなく、燻製にしたダイコンを漬けたもの）で、秋田県では伝統的に食べられている。

### 遠州焼き
遠州焼きとは、静岡県西部（遠州）を中心とする地域のお好み焼き。小麦粉、鶏卵の生地に、地元の三方原大根などで作った沢庵を刻んで加え、豚肉やイカなどとともに焼くもの。キャベツを入れない場合もある。ソース風味のものと、醤油風味のものがある。遠州焼きという名称は他地域の人によるもので、地元では単にお好み焼きと呼ばれている。

### サラダパン
サラダパンとは、マヨネーズで和えた沢庵の細切りを挟んだ、滋賀県長浜市で製造販売されている惣菜パン。
その他
- 江戸時代、湯漬けの添え物として沢庵がよく用いられた。これは、戦国期より武士の常食として湯漬けが常となり、戦中食としては梅干しが用いられたが、江戸期に入り、より安価な沢山漬けが普及したため。
- 古漬け（塩を多く使い、保存性を高めたもの）は水で洗って刻んで炒め物や茶漬けの具として使われている。

## 文化

### 沢庵の枚数
和食料理店などで、おかずの一品として沢庵が二切れ付いてくる事がよくあるが、この沢庵を二切れ出すという習慣は、江戸時代から始まったといわれている。
侍が世の中の中心だった江戸時代、沢庵はおかずに欠かせない定番で、当時、侍に沢庵を一切れ、もしくは三切れだけ出すのはタブーだった。それは、一切れは「人斬れ」に通じ、また三切れは「身斬れ（腹を切れ）」に通じると言われていたためである。そこから、沢庵を二切れ出すという習慣が生まれたという。ただしこの理由は江戸を中心とした武家政権が確立された地区の習慣だとする説もある。
関西では沢庵付けを三切れ出す事は縁起を担ぐ（三方）ものとされ、関西の丼専門店ではあえて三切れの沢庵付けを出す店もある。
- 日本の刑務所では、沢庵の量は1人当たり25グラム前後である[13]。
- 自衛隊の戦闘糧食として採用されている「たくあん漬缶詰」（1食分）は、固形量55グラムの規格である。（平成27年現在）[15]

### 臭い食べ物の代表例
沢庵は発酵により、外国人など馴れていない者が臭気とも感じる特有のにおいがある。イザベラ・バードは著書の「日本紀行」で、「誰かがこれを食べているときは、同じ家のなかにいられないほどで、これよりひどい臭いはスカンクしか無い」と描写している。

### 戦中・戦後の沢庵
第二次世界大戦中は、沢庵にも公定価格が導入され、戦後もしばらく続けられた。価格は季節ごとに変動し、冬場は100匁あたり3円60銭、夏場は100匁あたり7円10銭と差が付けられていた（昭和22年9月改定後、東京都など大消費地の価格）。また早づけ沢庵と塩漬け大根の価格は、沢庵とは別に設定されていた。

## 日本国外の沢庵

### 台湾
1895年から1945年まで日本の統治にあった台湾にも沢庵漬けがあり、年配者は日本語のまま「タクアン」とも呼ぶが、一般的には台湾語で「鹹菜脯（キャムツァイポー）」と呼ばれ、現在も根付いている。「菜脯」は本来、台湾、福建、広東潮汕地区に見られる干し大根（蘿蔔乾）を用いた漬物であり、本来は単なる塩漬けに近いものだが、黄色く染め、甘みを加えた日本式の沢庵も同じ名前で親しまれている。薄切りにした「鹹菜脯」は、折り詰め弁当のおかずのひとつとして、また、刻んだ煮こみ豚ばら肉乗せご飯の「滷肉飯」や、嘉義七面鳥肉飯などのご飯料理の定番の付け合せとして親しまれている。さらに、刻んだ沢庵は、卵焼きに混ぜて「菜脯卵 ツァイポーヌン」（干し大根で作ることもある）としたり、春巻の具のひとつとするなど、料理の材料としても用いられている嘉義県布袋鎮の名物である。日本が統治していた当時は、徳島県などから供給されていたというが、現在は台湾現地産や中国産が主流となっている。

### 韓国

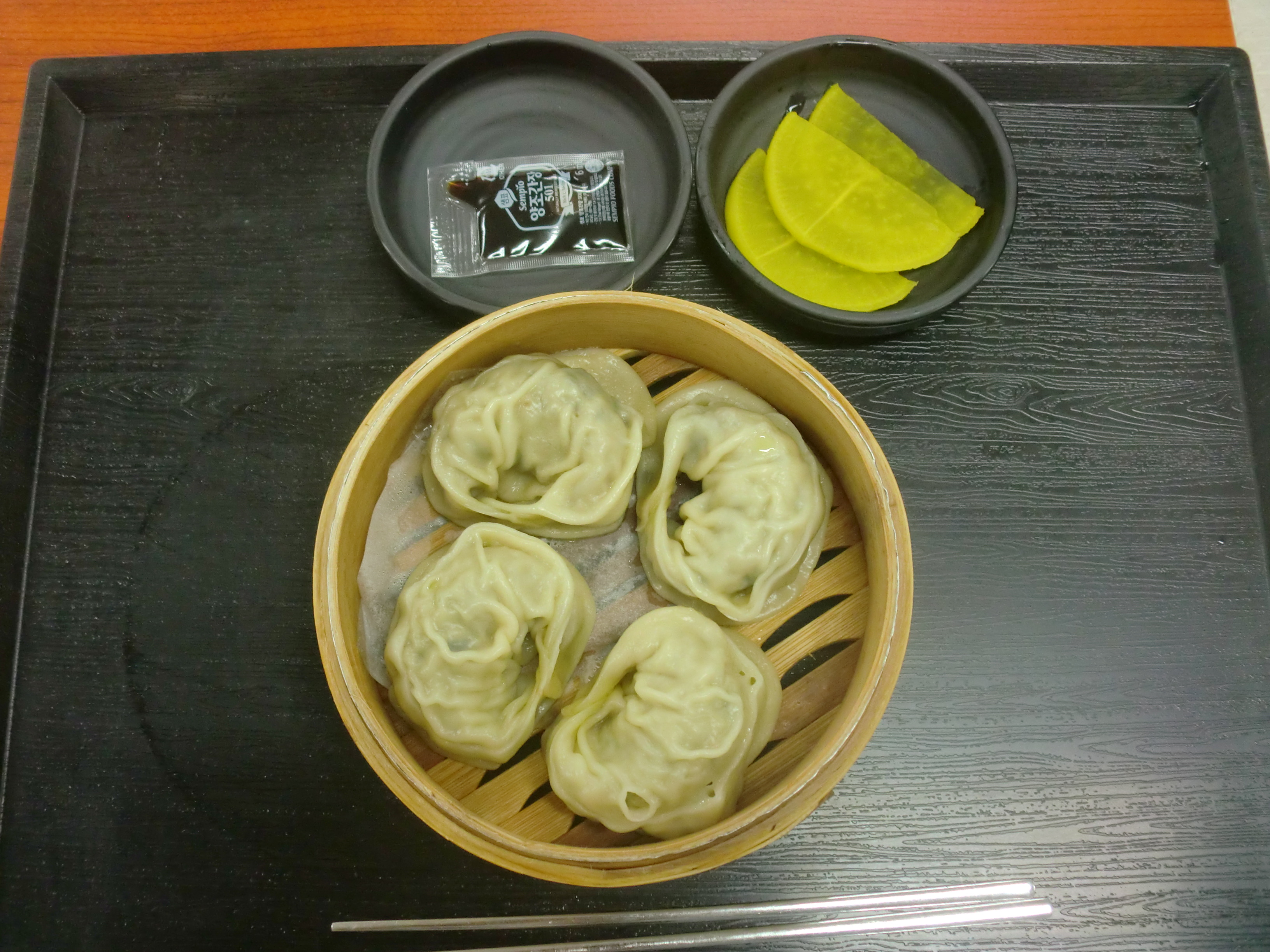
マンドゥ（韓国式餃子）に添えられた沢庵

1910年から1945年まで日本の統治にあった朝鮮半島にも沢庵が伝わった。現在の韓国では、一般的には「タンムジ」（「甘い大根の漬物」の略）と呼ばれるが、日本語のたくあんが朝鮮語式発音に変わった「タカン」と呼ばれることもある。味は甘酸っぱい傾向があるもののほぼ同じ。また韓国では中華料理店でチャジャンミョンに添えられて提供されることが一般的である。加えて日本料理店のみならず、トンカツやカレーライスなど洋食を供するレストランでも沢庵漬けが出されることがあるが、これは洋食そのものが日本から伝わったものであるために定着した現象である。

### 中国
中国において、大根の漬け物は「鹹蘿蔔」と呼び、各地で作られているが、一般には日干しした大根の他に塩だけを用い、2度漬け込みするか、2度めに唐辛子を加えて辛い味を付けるものがほとんどである。このため、色は白または赤いものとなる。江南地域では、日本のたくあんのような甘口の「蘿蔔乾」（例えば、常州蘿蔔乾）も存在する。